# 발데마르 하프킨
발데마르 모르데차이 볼프 하프킨 Lua 오류: expandTemplate: template "post-nominals/GBR" does not exist., 본명 블라디미르 아로노비치 (마르쿠스-볼프) 하프킨(러시아어: Владимир Аронович (Маркус-Вольф) Хавкин; 1860년 3월 15일 – 1930년 10월 26일)은 백신 분야의 선구적인 연구로 알려진 러시아-프랑스의 세균학자였다.
하프킨은 노보로시야 제국 대학교에서 교육을 받았으며, 이후 처음에는 스위스로, 그 다음에는 프랑스로 이민하여 파리 (프랑스)의 파스퇴르 연구소에서 일했다. 그는 그곳에서 콜레라 백신을 개발하여 인도에서 성공적으로 시험했다. 그는 콜레라와 가래톳페스트에 대한 백신을 개발하고 사용한 최초의 미생물학자로 인정받는다. 그는 백신을 자신에게 시험했다. 조지프 리스터는 그를 "인류의 구원자"라고 불렀다.
그는 빅토리아 여왕의 1897 다이아몬드 희년 영예에서 인도 제국 훈장 동반자로 임명되었다. 당시 더 주이시 크로니클은 "유럽 과학 학교에서 훈련받은 우크라이나 유대인이 힌두와 무슬림들의 생명을 구하고 윌리엄 1세와 앨프레드 대왕의 후손으로부터 훈장을 받았다"고 언급했다. 그는 1900년에 영국 신민으로 귀화했다.
만년에 하프킨은 더욱 종교적이 되어, 정통파 유대교 활동의 옹호자이자 자선가가 되었고 시온주의를 지지했다.

## 초기 활동
러시아 제국 헤르손현 오데사의 유대인 교사 가족에서 다섯 자녀 중 넷째로 태어났다. 베르댠스크 체육관, 오데사, 그리고 상트페테르부르크에서 교육을 받았다.
젊은 하프킨은 오데사의 유대인 자위대원이기도 했다. 하프킨은 포그롬 중 유대인 가정을 방어하다 부상을 입었다. 이 행동으로 그는 체포되었으나 생물학자 일리야 메치니코프의 중재로 풀려났다.
하프킨은 1879년부터 1883년까지 오데사 대학교에서 메치니코프와 함께 학업을 계속했지만, 알렉산드르 2세 암살 이후 정부는 인텔리겐치아를 포함하여 의심스러운 사람들을 점점 더 탄압했다. 하프킨은 23세에 이학박사 학위를 취득했다. 하프킨은 또한 1882년부터 1888년까지 오데사 동물학 박물관에서 근무했다. 유대인이라는 이유로 교수직을 박탈당한 하프킨은 1888년에 스위스로 이민할 수 있었고 제네바 대학교에서 생리학 조교수로 일하기 시작했다. 1889년 그는 메치니코프와 루이 파스퇴르와 함께 새로 설립된 파리의 파스퇴르 연구소에 합류하여 유일하게 이용 가능한 사서 직책을 맡았다.

## 원생동물학 연구
하프킨은 오데사 제국 노보로시야 대학교에서, 그리고 나중에는 파리의 파스퇴르 연구소에서 일리야 메치니코프의 지도 아래 원생동물학자이자 원생생물학자로서 과학 경력을 시작했다. 그의 초기 연구는 유글레나와 같은 원생생물과 짚신벌레였으며, 짚신벌레의 세균 기생생물인 홀로스포라에 대한 초기 연구도 수행했다. 1890년대 초, 하프킨은 실제적인 세균학 연구로 관심을 돌렸다.
유글레나강 속 (생물학)인 카우키네아속은 하프킨의 초기 유글레나 연구를 기리기 위해 명명되었으며, 저자 이름이 키릴 문자에서 "Mardochée-Woldemar Khawkine"으로 음역되어 프랑스 저널에 처음 출판되었다.

## 항콜레라 백신

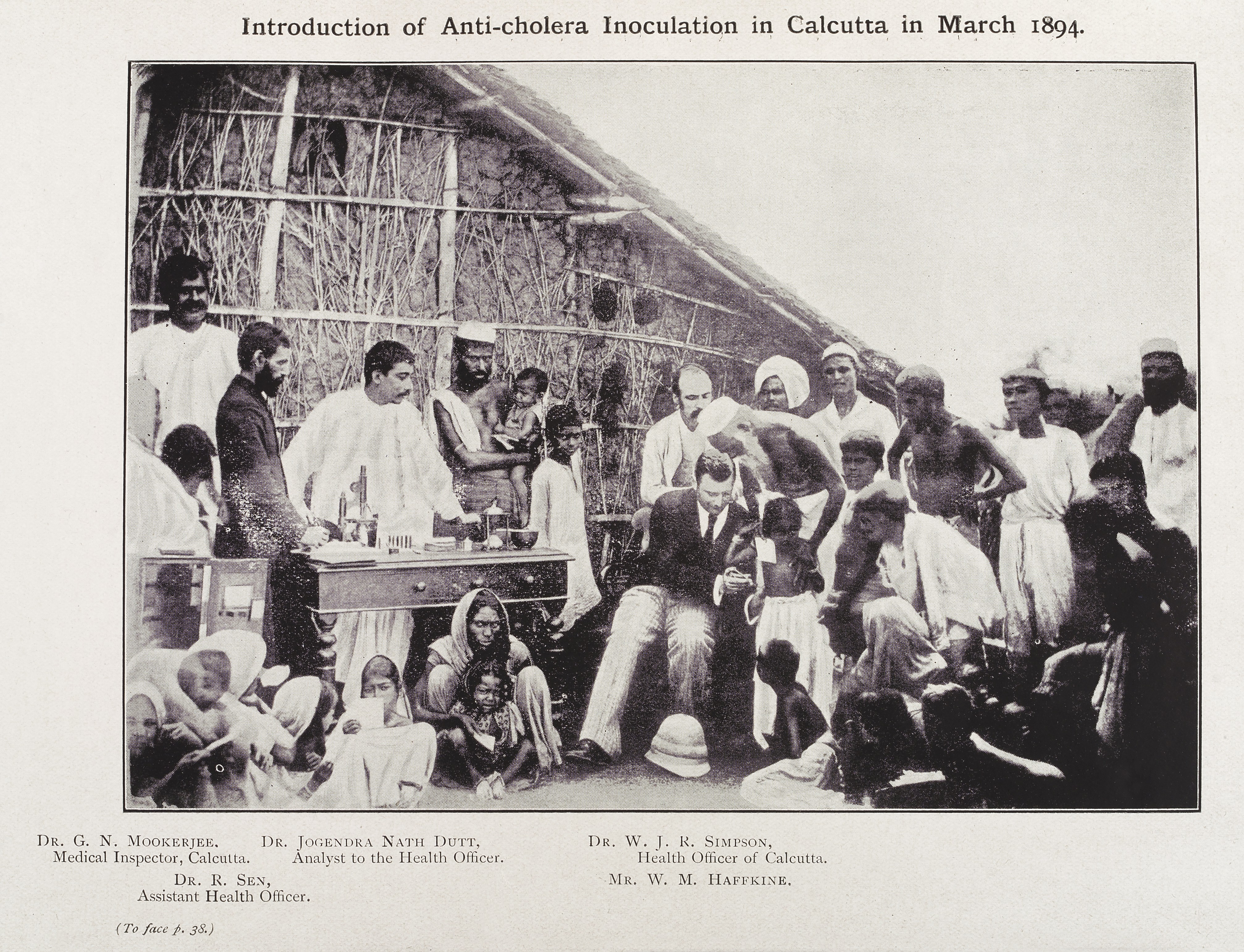
1894년 3월 콜카타에서 콜레라 예방접종 중인 하프킨

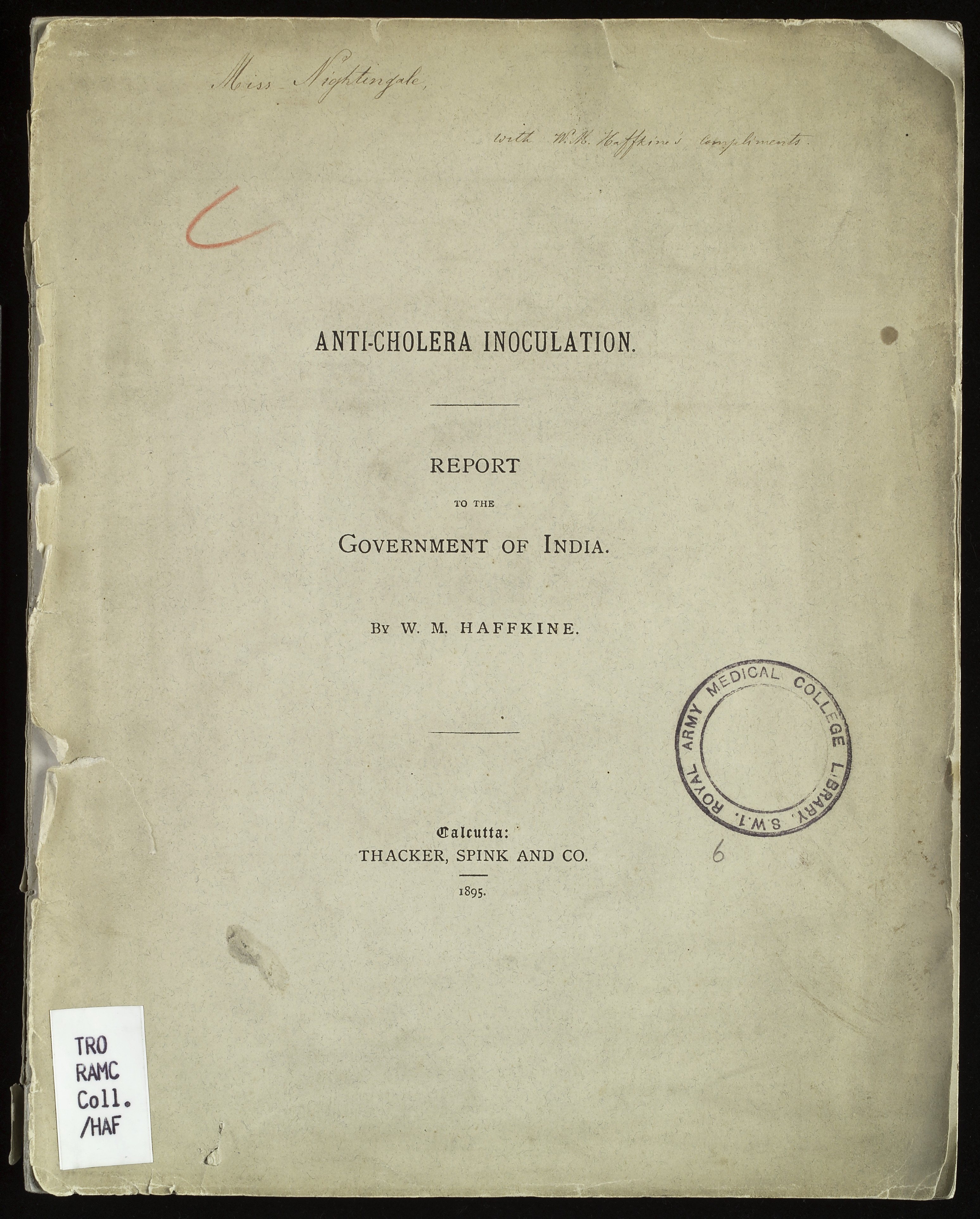
1895년 하프킨의 항콜레라 예방접종 캠페인 보고서

당시 19세기 5대 콜레라 범유행 중 하나가 아시아와 유럽을 휩쓸었다. 로베르트 코흐가 1883년에 콜레라균을 발견했음에도 불구하고, 당시 의학계는 이를 질병의 유일한 원인으로 여기지 않았다. 이러한 견해는 스페인의 자우메 페란 이 클루아를 비롯한 여러 생물학자들의 실험에 의해 지지되었다.
하프킨은 콜레라 백신 개발에 연구의 초점을 맞추고 약독화된 세균 형태를 생산했다. 그는 자신의 목숨을 걸고 1892년 7월 18일 자신에게 첫 인체 실험을 실시했으며, 7월 30일 생물학회에 자신의 연구 결과를 보고했다. 그의 발견이 언론에서 열광적인 반응을 일으켰음에도 불구하고, 메치니코프와 파스퇴르를 포함한 그의 선배 동료들은 물론 프랑스, 독일, 러시아의 유럽 공식 의료 기관에서도 널리 받아들여지지 않았다.
하프킨은 수십만 명이 지속적인 전염병으로 사망하는 인도를 자신의 백신을 시험하기에 가장 좋은 곳으로 여겼다. 파리 주재 영국 대사였던 제1대 더퍼린과 아바 후작 프레더릭 해밀턴템플블랙우드의 영향으로 그는 영국에서 자신의 아이디어를 시연할 수 있었다. 그는 1893년 인도에 갔고 1896년 바이칼라에 연구실을 설립했으며, 이 연구실은 파렐로 옮겨져 나중에 하프킨 연구소라고 불렸다. 하프킨은 전염병에 대해 연구했으며 1902-03년까지 50만 명이 예방접종을 받았지만, 1902년 10월 30일 물코왈에서 예방접종을 받은 107명 중 19명이 파상풍으로 사망했다. 이 "물코왈 참사"는 조사를 야기했다. 그는 잠시 정직되었지만 콜카타의 생물학 연구소 소장으로 재임명되었다. 그는 1915년에 은퇴하고 말라리아로 고통받으며 프랑스로 돌아가야 했다.

## 항페스트 백신
"1920년대에 효과적인 백신으로 빠르게 중화된 파상풍이나 디프테리아와 달리, 가래톳페스트의 면역학적 측면은 훨씬 더 어려움이 많은 것으로 판명되었다." 1896년 10월, 뭄바이에 가래톳페스트가 발생했고 정부는 하프킨에게 도움을 요청했다. 그는 그랜트 의과대학의 복도에 임시 실험실을 만들어 백신 개발에 착수했다. 3개월간의 끈질긴 노력 끝에 (조수 중 한 명은 신경 쇠약을 겪었고, 다른 두 명은 그만두었다), 인체 시험을 위한 형태가 준비되었고 1897년 1월 10일 하프킨은 자신에게 시험했다. "하프킨의 백신은 소량의 세균을 사용하여 면역 반응을 일으켰다." 이러한 결과가 당국에 발표된 후, 바이칼라 교도소의 자원봉사자들은 예방접종을 받았고 전염병에서 살아남았지만, 대조군의 수감자 7명은 사망했다. "이러한 초기 백신들과 마찬가지로, 하프킨 제형은 심각한 부작용을 일으켰고 완전한 보호를 제공하지는 못했지만, 위험을 최대 50%까지 줄이는 것으로 알려졌다."
하프킨의 성공에도 불구하고, 일부 관리들은 여전히 주로 위생 시설을 기반으로 한 방법에 집착했다. 즉, 소방 호스로 산화 칼슘을 사용하여 집을 세척하고, 감염되거나 의심되는 사람들을 수용소와 병원으로 몰아넣고, 여행을 제한하는 것이었다.
공식적인 러시아는 여전히 그의 연구에 대해 동정심이 없었지만, 하프킨의 러시아 동료 의사들인 블라디미르 비소코비치와 다닐로 자볼로트니는 봄베이에서 그를 방문했다. 1898년 러시아 제국에서 콜레라가 발생했을 때, "림파 하프키나(лимфа Хавкина)", 즉 하프킨의 림프라고 불리는 백신은 제국 전역에서 수천 명의 생명을 구했다.
20세기로 접어들면서 인도에서만 접종자 수가 400만 명에 달했으며, 하프킨은 뭄바이의 페스트 연구소(현재 하프킨 연구소라고 불림) 소장으로 임명되었다. 1900년, 그는 에든버러 대학교 캐머런 치료학상을 수상했다.
하프킨은 60°C의 열로 독성 배양균을 사멸시켜 인간 예방용 백신을 처음으로 제조했다. 그의 백신의 주요 한계는 폐 페스트 형태에 대한 활동이 부족하다는 것이었다.

## 시온주의와의 연관성
1898년, 하프킨은 아가 칸 3세에게 술탄 압뒬하미트 2세에게 팔레스타인 (지역)(당시 오스만 제국의 한 주)에 유대인을 재정착시키라는 제안을 했다. 이 노력은 "거룩한 땅에서 점진적으로 추진될 수 있을 것"이고, "토지는 술탄의 신민으로부터 매입될 것"이며, "자본은 유대인 공동체의 부유한 구성원들이 제공할 것"이었지만, 이 계획은 거부되었다.

## 작은 드레퓌스 사건
1902년 3월, 펀자브의 물코왈에서 인도인 마을 주민 19명(단일 백신 병에서 접종)이 파상풍으로 사망했고, 다른 88명의 마을 주민은 건강했다. 증거는 한 병(53N)의 오염을 지목했다. 파렐 연구소의 살균 절차는 석탄산에서 가열 살균으로 변경되었는데, 이는 파스퇴르 연구소에서 2년 동안 안전하게 사용되었지만 영국 제국에서는 새로운 공정이었다. 1903년 인도 정부 위원회는 이것이 오염원이라고 결론 내렸다.
조사 위원회는 하프킨을 기소했고, 그는 직위에서 해제되어 영국으로 돌아왔다. 역사학자 사이먼 샤마는 이 사건을 드레퓌스 사건에 비유했으며, 비공식적으로는 하프킨의 유대인 배경과 종교를 상기시키기 위해 "작은 드레퓌스 사건"으로 알려졌다. 작가 폴 트위비는 하프킨을 연구하며 "영국 라지 내의 많은 의사들이 그가 유대인이고 러시아인이며 의사가 아니라는 이유로 그를 질투하고 극도로 적대적이었다"고 말했고, 그들이 조수가 바이알 마개를 흙에 떨어뜨린 후 멸균하지 않은 증거를 숨겼다고 덧붙였다.
리스터 연구소는 이 주장을 재조사하여 마개 오염 사건을 발견하고 판결을 뒤집었다.
1907년 7월, 타임스에 실린 한 편지는 하프킨에 대한 소송이 "명백히 반박되었다"고 주장했다. 이 편지에는 로널드 로스, 윌리엄 로버트 스미스 (의사), 사이먼 플렉스너 등 저명한 의학계 인사들이 서명했다. 이로 인해 하프킨은 무죄 판결을 받았다.

## 말년

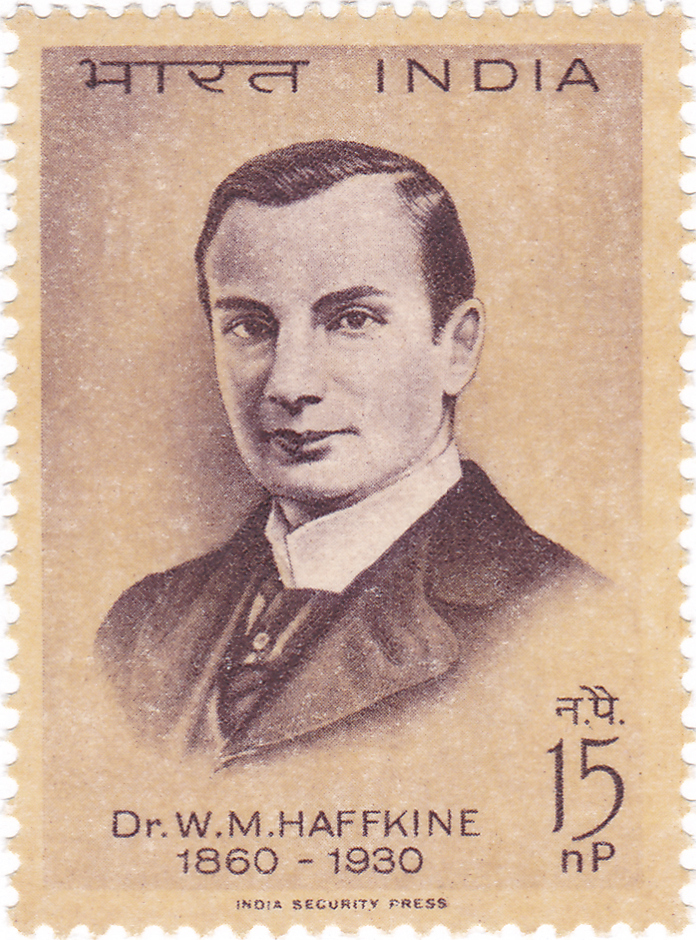
1964년 인도 우표에 실린 하프킨

하프킨의 뭄바이 직책은 이미 채워졌기 때문에 그는 콜카타로 옮겨 1914년 은퇴할 때까지 그곳에서 일했다. 하프킨은 프랑스로 돌아갔고 나중에 스위스 로잔으로 이주하여 말년을 보냈다.

## 영향
역사가 사이먼 샤마는 그의 저서 "외국 신체: 전염병의 공포, 과학의 독창성"을 위해 하프킨을 연구했으며, 폴 트위비가 하프킨에 대해 쓰고 있는 연극에 대해 조언했다. 샤마는 하프킨에 대한 박해를 드레퓌스 사건에 비유했는데, 부당함 때문만이 아니라 당국이 자신들의 잘못에 대한 결정적인 증거에 직면했을 때 그것을 인정하기를 거부한 방식 때문이기도 했다. 트위비는 "우리가 하프킨 없이는 팬데믹에서 살아남지 못했을 것이라는 데는 의심의 여지가 없지만, 그는 잘 알려져 있지 않다. 그는 역사상 가장 큰 두 가지 살인자들에 대한 백신을 개발했다. 그는 문자 그대로 그가 구한 생명의 수 면에서 가장 중요한 과학자이다."라고 말했다.

## 인정
하프킨은 수많은 명예와 상을 받았다. 1925년, 뭄바이의 페스트 연구소는 하프킨 연구소로 이름이 바뀌었다. 그의 탄생 100주년을 기념하여 1960년대 이스라엘에 하프킨 공원이 조성되었다.

### 정통파 유대교
셀먼 에이브러햄 왁스먼은 그의 전기에서 하프킨이 생애 마지막 단계에서 깊은 종교인이 되었다고 설명한다. 하프킨은 정통파 유대교 관습으로 돌아와 정통파를 위한 탄원 (1916)을 썼다. 이 글에서 그는 전통적인 종교적 준수를 옹호하고 "계몽된" 유대인들 사이에서 그러한 준수가 부족함을 비난하며 공동체 생활의 중요성을 강조하면서 다음과 같이 말했다.
인종적 유대, 오랜 전통, 공통된 고통, 믿음과 희망으로 형성된 형제애는 인위적인 연합과 달리 구성원들 사이에 존재하는 유대가 지속성과 유용성에 대한 추가적인 약속을 담고 있다는 점에서 이미 준비된 연합이다. 이러한 연합은 형성하는 데 수세기가 걸리며 선을 위한 힘이 되며, 이를 소홀히 하거나 사용하지 않는 것은 중요한 사지가 개인에게서 제거되는 것만큼이나 인류에게 해를 끼치는 것이다... 인간과 창조주와의 관계에 대한 유대교 가르침, 일과 휴식을 위한 시간의 질서, 가족 형성 및 부부, 부모와 자녀의 의무, 이웃과 이웃 간, 그리고 문안의 낯선 사람에게 진실성과 정의의 지상 의무에 가장 가깝게 순응하는 공동체만이 생존 투쟁에서 살아남는다는 법칙보다 더 치명적이고 정확하게 작동하는 자연의 법칙은 없다.— Haffkine (1916)

1929년, 그는 동유럽에서 유대인 교육을 육성하기 위해 하프킨 재단을 설립했다. 하프킨은 또한 다른 종교를 존중했으며, "그는 성경 연구를 장려하는 것이 가장 중요하다고 생각했다."
1982년, 하바드 하시딤 운동은 하프킨에게 보내는 세 통의 편지를 출판했는데, 이는 공산주의 러시아에 사는 유대인들을 돕기 위해 하프킨을 고용한 제6대 루바비치 레베인 라비 요세프 이츠하크 슈네에르손이 쓴 것이었다.:32–47

### 내용주
1. ↑  Marian Schwartz
2. ↑  Mahatma Haffkine